# Taavi Rähn
Taavi Rähn   (Pärnu, 16 de maig de 1981) és un exfutbolista estonià de la dècada de 2000.
Fou 74 cops internacional amb la selecció d'Estònia.
Pel que fa a clubs, defensà els colors de Flora, Volyn Lutsk, Ekranas, Qingdao Jonoon, Tianjin Songjiang i Hunan Billows.